# Jaime Molina
Jaime Esteban Molina Arguedas (ur. 2 sierpnia 1962 w Limie) – peruwiański sztangista, olimpijczyk, reprezentant letnich igrzysk olimpijskich w Los Angeles. 
Brązowy medalista igrzysk panamerykańskich w 1983.